# Cidariophanes ordinata
Cidariophanes ordinata là một loài bướm đêm trong họ Geometridae.